# Società di San Villibrordo
La Società di San Villibrordo è un insieme di società nazionali nate allo scopo di promuovere la consapevolezza e la cooperazione tra anglicani e vetero-cattolici. Attualmente sono attive Società di San Villibrordo in Inghilterra, Paesi Bassi, Germania, Svizzera, Austria, Italia,  Repubblica Ceca e Stati Uniti. Lo scopo viene perseguito tramite pubblicazioni, incontri, eventi speciali e servizi ecclesiastici, e progetti comuni in campi come la liturgia, le tematiche giovanili, le opere caritative, la spinta verso la rappresentanza ai sinodi e ad altri eventi.
Il nome richiama San Villibrordo, il missionario inglese che fu "Apostolo dei Frisi" e fu consacrato primo vescovo di Utrecht nel 695. Molte società nazionali organizzano eventi speciali e servizi in coincidenza col giorno di San Villibrordo, il 7 novembre.

## Storia
La Società inglese di San Villibrordo fu fondata nel 1908 allo scopo di promuovere relazioni più strette tra la Chiesa anglicana e l'Unione di Utrecht. Le sue attività erano inizialmente rivolte alla promozione della piena comunione tra le due realtà, cosa che si realizzò con gli Accordi di Bonn del 1931.
I suoi patroni sono l'Arcivescovo di Canterbury e l'Arcivescovo vetero-cattolico di Utrecht.